# محكمة الأحوال الشخصية (السعودية)
محكمة الأحوال الشخصية (السعودية) هي محكمة تابعة لوزارة العدل السعودية، وتختص بالنظر في جميع مسائل الأحوال الشخصية ، وتنتشر في مختلف مناطق ومحافظات المملكة العربية السعودية.
وفي شهر يونيو من عام 2021م دشن وزير العدل أول محكمة نموذجية للأحوال الشخصية في الرياض، ويهدف تطبيق المحكمة النموذجية إلى تحسين وتطوير بيئة العمل في المحاكم، وتطبيق النموذج التشغيلي لها.

## تشكيلها
تتألف محكمة الأحوال الشخصية من دائرة أو أكثر، وتتكون كل دائرة من قاضٍ واحد أو أكثر وفق ما يحدده المجلس الأعلى للقضاء. ويجوز أن يكون من بينها دوائر متخصصة بحسب الحاجة.

## اختصاصها
تختص المحكمة العامة بجميع مسائل الأحوال الشخصية، ومنها:
- إثبات الزواج، والطلاق، والخلع، وفسخ النكاح، والرجعة، والحضانة، والنفقة، والزيارة.
- إثبات الوقف، والوصية، والنسب، والغيبة، والوفاة، وحصر الورثة.
- الإرث، وقسمة التركة بما فيها العقار إذا كان فيه نزاع، أو حصة وقف أو وصية، أو قاصر، أو غائب.
- إثبات تعيين الأوصياء، وإقامة الأولياء والنظار، والإذن لهم في التصرفات التي تستوجب إذن المحكمة، وعزلهم عند الاقتضاء، والحجر على السفهاء، ورفعه عنهم، وتحدد لوائح هذا النظام الإجراءات اللازمة لذلك.
- إثبات توكيل الأخرس الذي لا يعرف القراءة والكتابة.
- تزويج من لا ولي لها، أو من عضلها أولياؤها.
- الدعاوي الناشئة عن مسائل الأحوال الشخصية.
- الدعاوي المرفوعة لإيقاع العقوبات المنصوص عليها في نظام الهيئة العامة للولاية على أموال القاصرين ومن في حكمهم[1]